# 許雄
許雄（韓語：허웅，1993年8月5日—）為韓國男子籃球運動員，現效力於韓國籃球聯賽釜山KCC宙斯盾。

## 早年生活
許雄因為父親許載一直堅決反對他與弟弟成為職業運動員，因此與KBL同齡球員相比，許雄直到中學才開始專注在籃球上。許雄在美國就讀一年半小學，當時父親被派去佩珀代因大學擔任教練，接受教練培訓。期間許雄與弟弟透過打籃球方式避免因為種族關係被霸凌。當父親成為全州KCC宙斯盾新任總教練時全家回到韓國，許雄與弟弟進入以籃球校隊聞名的龍山中學和龍山高中就讀。

## 大學生涯
許雄婉拒就讀父親的母校中央大學，選擇到延世大學就讀。兩年後弟弟亦跟隨許雄就讀延世大學。